# Pelota de tenis

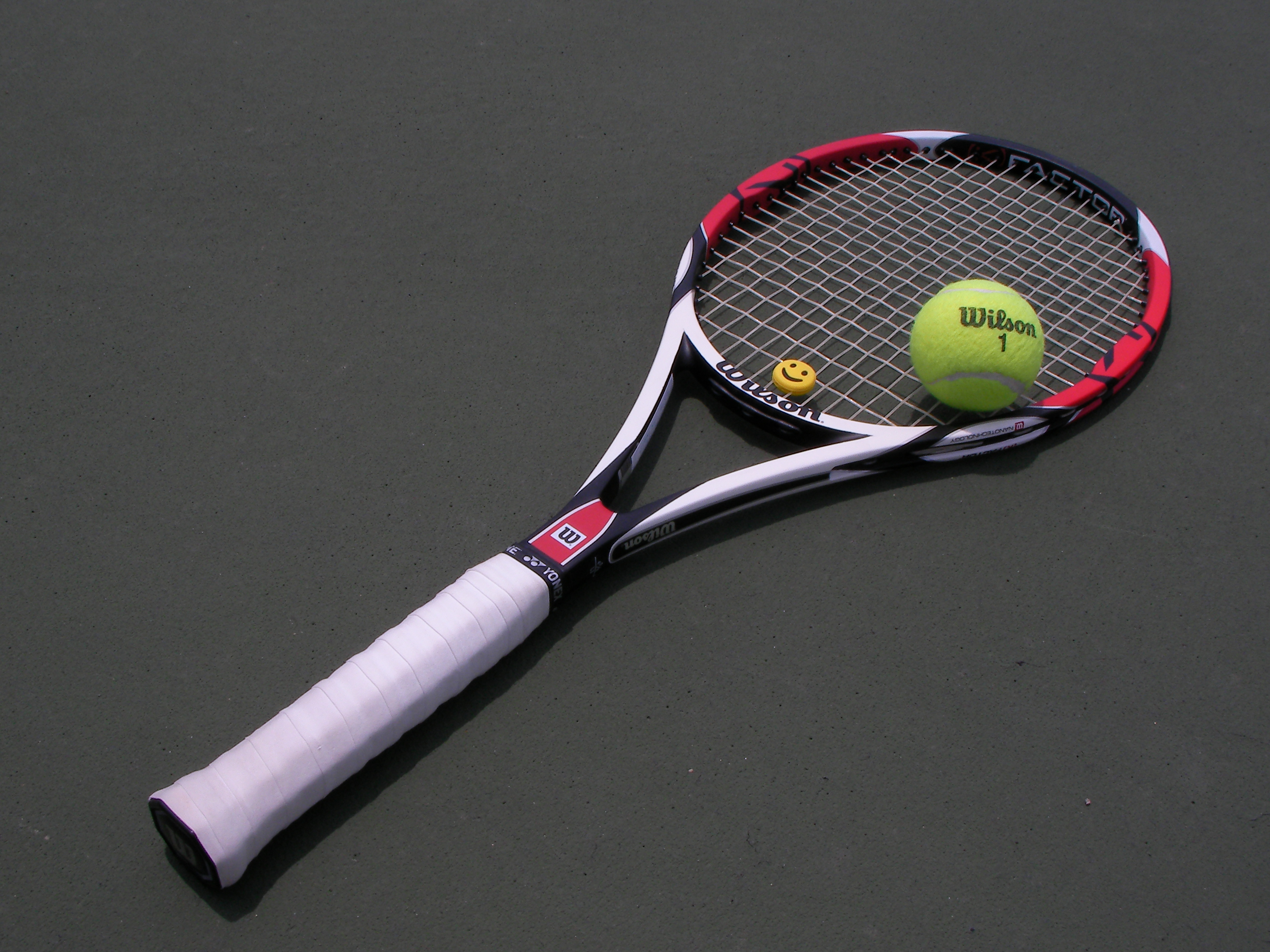
Raqueta y pelota de tenis Wilson.

Una pelota de tenis es un objeto esférico de pequeño diámetro (especialmente en comparación con la medida de otras pelotas) que se utiliza en la práctica del deporte homónimo. Para impulsarla se utiliza una raqueta. Un profesional puede hacer que llegue a coger una velocidad de 263 km/h. Se recubre con fieltro (en general de color amarillo fluorescente con rayas de separación blancas), puesto que es el «color más visible por el ojo humano» y permite una trayectoria más correcta, en comparación con una totalmente lisa. De media, una pelota de tenis pesa de 56 a 58 gramos.

## Fabricación

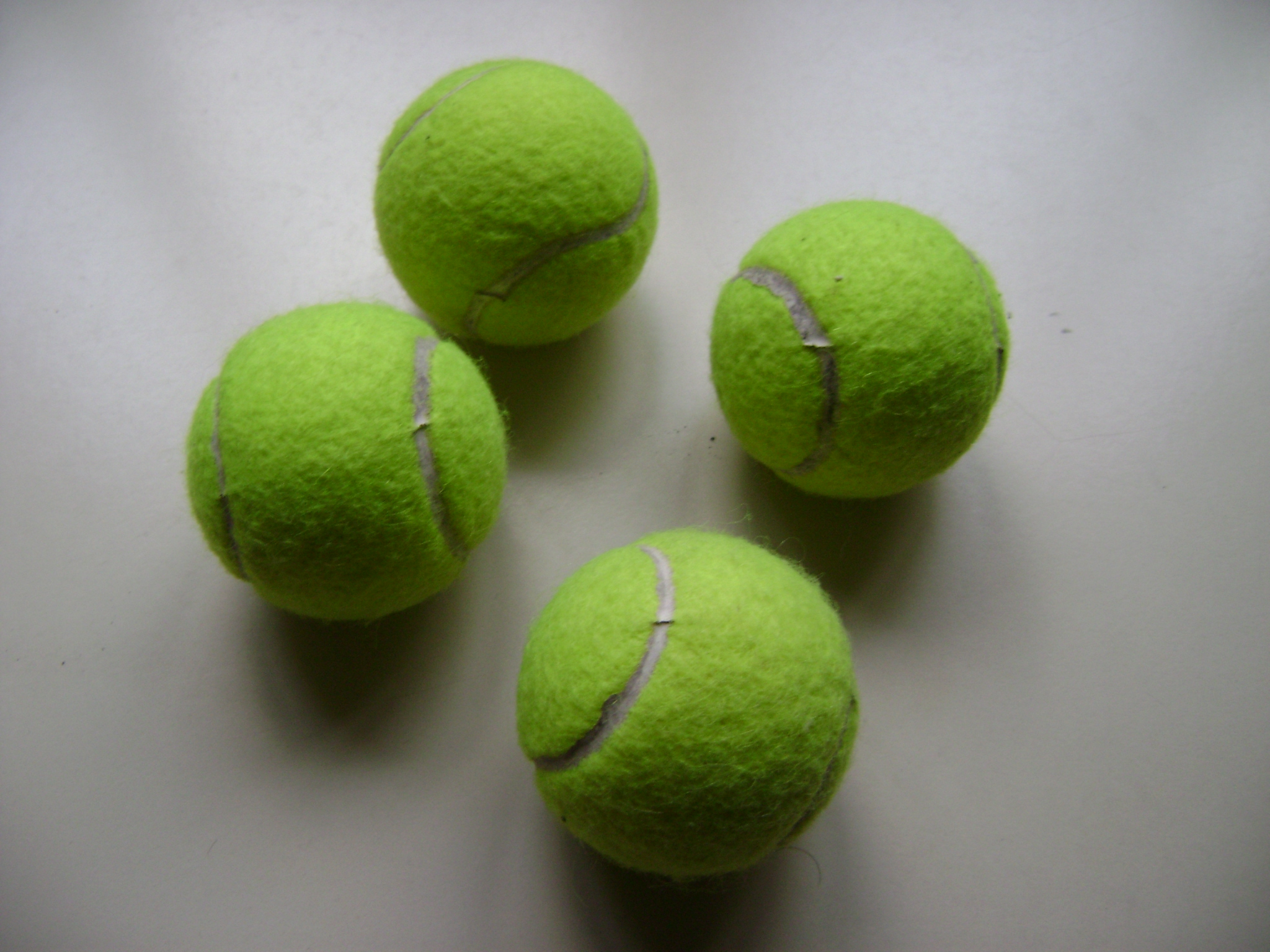
Pelotas de tenis.

El elemento básico de las pelotas de tenis es la goma. En el primer paso se prensa el caucho en moldes, consiguiendo piezas en forma de conchas semiesféricas huecas. Después, se coloca una pastilla de nitrógeno dentro de dos semiesferas y se enganchan con un pegamento especial para caucho.  Para reforzar la unión, las dos mitades de goma se fusionan con una prensa a 200 °C, durante una etapa conocida como vulcanización. Con el calor, la pastilla de nitrógeno explota, liberando el gas que llena la pelota con una atmósfera neutra a cierta presión.
A continuación, se recubre la superficie exterior con fieltro, (una tela compuesta de Nailon y lana de color amarillo fosforito (aunque la ITF también permite el color blanco)). Para hacerlo, se  enganchan (con una masa blanca) dos piezas de fieltro, cortadas previamente de forma que se complementan y se somete la pelota a una nueva vulcanización, para conseguir una mejor adherencia del material a la pelota.
En el paso final, las pelotas se envasan en tubos de plástico sellados herméticamente bajo una presión de aproximadamente 2 atmósferas para evitar cualquier pérdida de presión antes de la llegada a las pistas de tenis. En los torneos profesionales, una pelota no se utiliza por más de 9 juegos. Basta con este corto periodo para que puedan surgir pequeñas deformaciones en su superficie.

## Vida útil

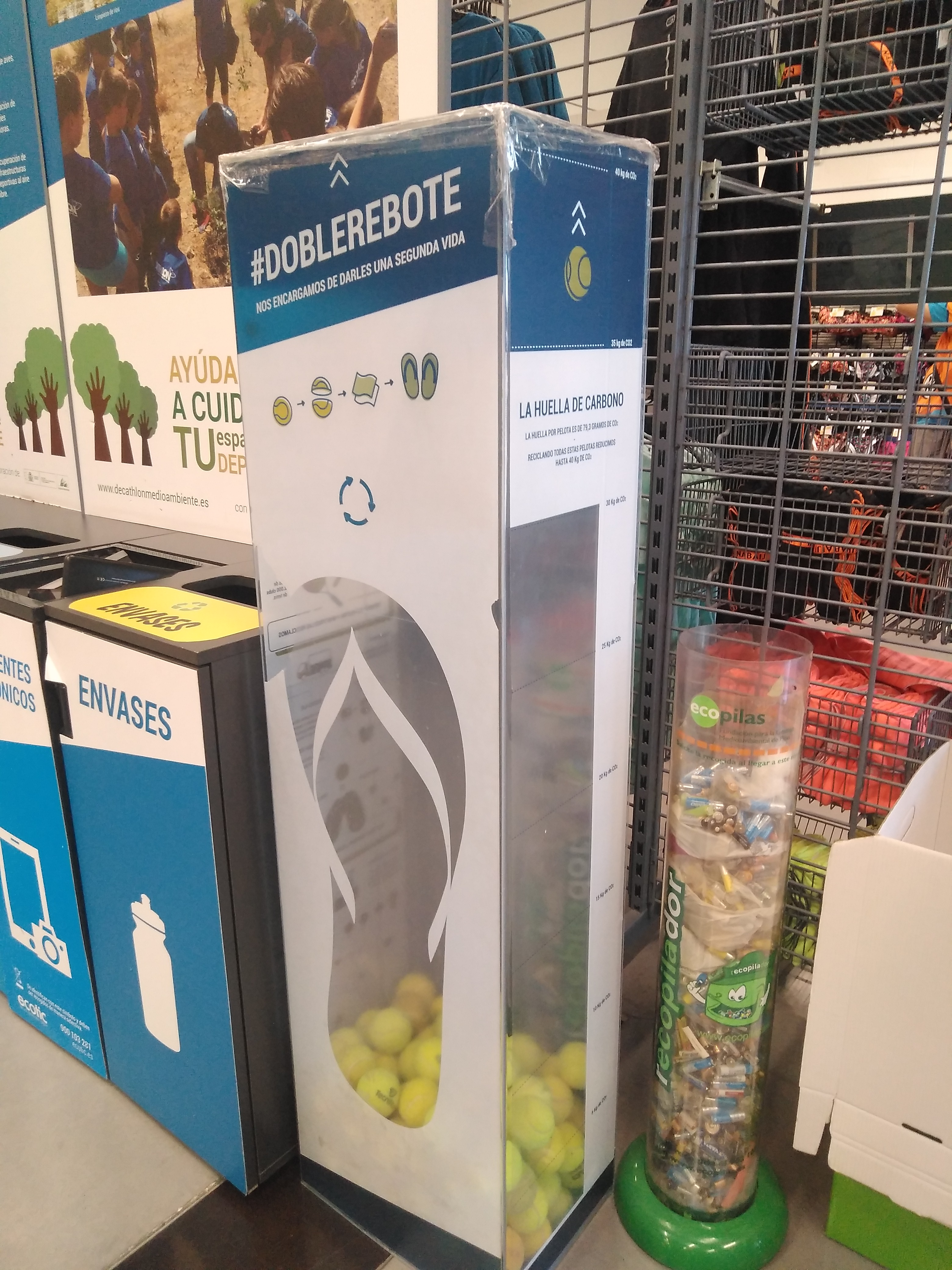
Contenedor para recogida selectiva de pelotas de tenis para su reciclaje

Las pelotas de tenis tienen una vida limitada (3 partidos), y sólo recientemente se están empezando a reutilizar y reciclar.